# Trigana Air Service
Trigana Air (registrada como Trigana Air Service) es una aerolínea con sede en Yakarta, Indonesia.

## Historia
La compañía comenzó a operar a principios de 1991 con dos aviones de ala fija Beechcraft King Air 200, y para fines de ese año había agregado dos helicópteros Bell 412SP construidos bajo licencia. También operan 2 aviones ATR para Hainan Airlines desde Sanya a Haikou y Hanói hasta 2016.
En marzo de 2021, la compañía anunció una asociación con la compañía logística J&T Express.

## Destinos
Trigana Air vuela a 15 destinos en toda Indonesia.
- Ambon - Aeropuerto Pattimura
- Dobo - Aeropuerto de Dobo
- Dekai - Aeropuerto Nop Goliat Dekai
- Yakarta - Base del aeropuerto internacional de Soekarno-Hatta
- Jayapura - Aeropuerto Sentani

Moa - Aeropuerto Jos Orno Imsula
Islas Kai - Aeropuerto Karel Sadsuitubun
- Aeropuerto de Buru - Namrole
- Nabire - Aeropuerto de Nabire
- Oksibil - Aeropuerto de Oksibil

Pangkalan Bun - Aeropuerto Iskandar
- Saumlaki - Aeropuerto de Saumlaki
- Semarang - Aeropuerto Internacional Achmad Yani
- Surabaya - Aeropuerto Internacional Juanda
- Wamena - Aeropuerto de Wamena

## Flota

### Flota actual

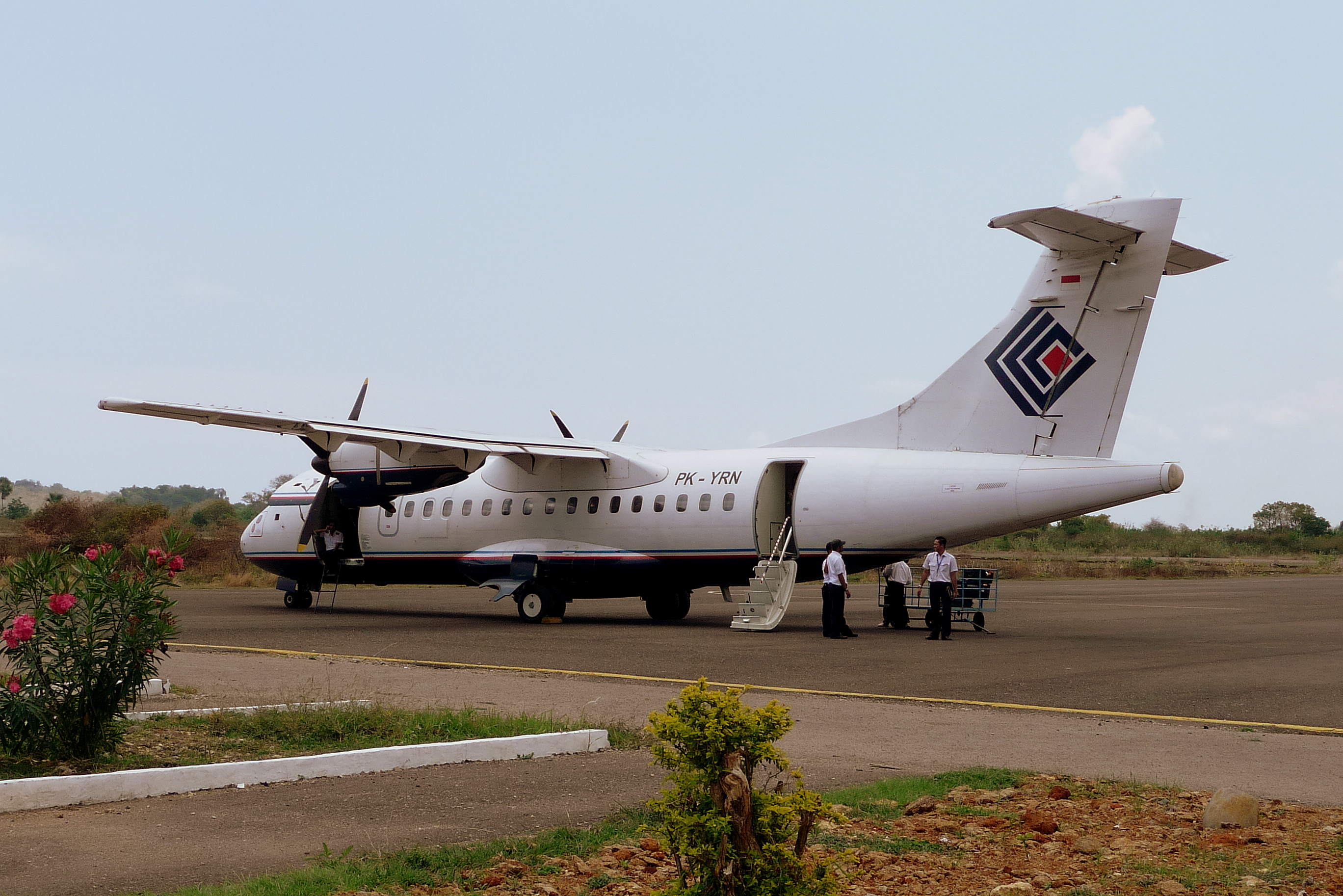
Un Trigana Air ATR 42 En el Labuan Bajo, Indonesia, En 2008. Este Avión Se estrelló en Papua en 2015.

La flota de Trigana Air constaba de los siguientes aviones, con una edad media de 31.1 años (a enero de 2023):
Antigua flota
La aerolínea operaba anteriormente los siguientes aviones:
1 Boeing 737-200 (a partir de agosto de 2018)
2 Boeing 737-200 (a agosto de 2016)
1 Boeing 737-300F adicional (a partir de agosto de 2016)

## Lista negra de aviación de la UE
Trigana Air alguna vez tuvo prohibido operar en el espacio aéreo de la Unión Europea. La prohibición fue impuesta a todas las aerolíneas indonesias (por ahora varias han sido exentas) por la Comisión Europea en 2007 en consulta con las autoridades de aviación de los Estados miembros. Se levantó en 2018 junto con todas las demás aerolíneas indonesias.

## Seguridad
El 3 de enero de 2018, Trigana Air recibió el dudoso título de lo peor en seguridad de las aerolíneas con una "calificación de una estrella" de siete por parte de Airlines Ratings. Además de Trigana, las otras aerolíneas con calificaciones similares son las de Air Koryo de Corea del Norte, Blue Wing Airlines de Surinam y Buddha Air de Nepal, Nepal Airlines, Tara Air y Yeti Airlines.